# Nemotelus inconspicuus
Nemotelus inconspicuus är en tvåvingeart som beskrevs av Pleske 1933. Nemotelus inconspicuus ingår i släktet Nemotelus och familjen vapenflugor.
Artens utbredningsområde är Mongoliet. Inga underarter finns listade i Catalogue of Life.